# Paul Du Bois (belgisk skulptör)
Paul Du Bois, född 1859 i Aywaille, död den 12 augusti 1938 i Uccle, var en belgisk skulptör.
Du Bois, som var elev av van der Stappen och hade utbildat sig på Kungliga Konstakademien i Bryssel, var en framstående porträttskulptör och utförde även statyer (Tystnaden, Diana, Ung dam i en stol) i marmor och brons.